# Избеков, Владимир Алексеевич
Влади́мир Алексе́евич Избе́ков (8 июля (20 июля) 1881, Верхнепогромное, Царевский уезд, Астраханская губерния, Российская империя ― 20 марта 1963, Киев, УССР, СССР) ― советский учёный, химик. Создатель и руководитель Киевской научной школы химии и электрохимии ионных расплавов, один из основоположников электрохимии расплавленных солей. Доктор химических наук (1928), профессор (1928), член-корреспондент АН УССР (1939). Надворный советник (1913).

## Биография
Родился 8 июля (20 июля) 1881 года в селе Верхнепогромное Царёвского уезда Астраханской губернии в Российской империи в семье сельского учителя, впоследствии священника Алексея (Лилейского) Капитоновича Избекова (1857―1940) и Елизаветы Дормидонтовны Избековой (урожд. Архангельской).
В 1902 году окончил Астраханскую духовную семинарию, получив среднее образование.
В 1909 году окончил физико-математический факультет Юрьевского университета.
В 1909―1928 гг. ― лаборант, ассистент, преподаватель кафедры физической химии Киевского политехнического института.
В 1928―1933 гг. ― профессор кафедры неорганической химии Киевского государственного университета.
В 1933―1950 гг. ― заведующий кафедрой неорганической химии Киевского государственного университета.
Создатель и руководитель Киевской научной школы химии и электрохимии ионных расплавов, один из основоположников электрохимии расплавленных солей.
В 1939 году избран членом-корреспондентом Академии наук УССР (АН УССР).
В 1932―1944 гг. ― руководитель Отдела неорганической химии Института общей и неорганической химии (ИОНХ) Академии наук УССР (АН УССР).
В 1944―1953 гг. ― заведующий Лабораторией редких элементов Института общей и неорганической химии (ИОНХ) Академии наук УССР (АН УССР).
Под его руководством выполнено и защищено 15 кандидатских диссертаций.
Скончался от общего атеросклероза 20 марта 1963 года в Киеве. Похоронен на Берковецком кладбище (участок № 5) Киева рядом с супругой.

## Семья
- Супруга: Олимпиада Ивановна Избекова (урожд. Яценко) (1890―1952).
- Дети: Ольга Владимировна Избекова (1927―2005) ― советский и украинский учёный, химик, кандидат химических наук, доцент.

## Награды и премии
- Императорский и Царский Орден Святого Станислава третьей степени (1914)
- Орден «Знак Почёта»

## Гражданские чины
- Надворный советник (1913)

## Учёные степени и звания
- Кандидат химических наук (1910)
- Доктор химических наук (1928)
- Профессор (1928)